# Mogollón (Los Santos)
Mogollón es un corregimiento ubicado en el distrito de Macaracas en la provincia panameña de Los Santos. En el año 2010 tenía una población de 264 habitantes y una densidad poblacional de 4,8 personas por km².

## Geografía física
De acuerdo con los datos del INEC el corregimiento posee un área de 55,2 km².

## Demografía
De acuerdo con el censo del año 2010, el corregimiento tenía una población de unos 264 habitantes. La densidad poblacional era de 4,8 habitantes por km². 